# Lilly Bergmann
Lilly Catharine Bergmann (Oslo, 20 de enero de 1883 – Asker, 18 de julio de 1969) fue una actriz noruega.
Lilly Bergmann nació en Kristiania como Lilly Catharina Thomsen, hija del comerciante Hans Brynildsen Thomsen y Maria Theresia Jensen. En 1906 se casó con el actor, director y jefe de teatro Karl Bergmann (1882-1964). El matrimonio fue disuelto.
Lilly Bergmann debutó el 19 de octubre de 1909 en Den Nationale Scene en Bergen como Lady Chiltern en Un marido ideal de Oscar Wilde. Tuvo su llamado segundo debut en 1910 como Bolette en La dama del mar de Ibsen, y sobre su desempeño en el papel se dijo, entre otras cosas, que «Tiene una réplica segura y natural, un poco seca, y su actuación parecía cultivada».
Lilly Bergmann estuvo empleada en Den Nationale Scene en el período 1910-1921. En 1921 se trasladó al Teatro de Stavanger después de que su esposo se convirtiera en jefe de teatro allí.
Falleció el 18 de julio de 1968 a los 86 años en Asker.

## Papeles seleccionados
- Lady Chiltern en Un marido ideal de Oscar Wilde (Den Nationale Scene, 1909)
- Bolette en La dama del mar de Ibsen (Den Nationale Scene, 1910)
- Kirsten Ramm en La lucha de Karl Bergmann (Den Nationale Scene, 1911)
- Reina Dorothea en Rey Christiern y Dyveke de Astrid Bonge Petersen (Den Nationale Scene, 1912)
- Rosalie en Fata Morgana de Ernst Vajda (Den Nationale Scene, 1916)
- Ida Frandsen en La caída del tirano de Svend Rindom (Teatro de Stavanger, 1921)[4]
- La princesa de Odolien en la opereta Princesa Olala de Bernauer, Schanzer & Gilbert (Teatro de Stavanger, 1923)[5]
- Lady Elisabeth Pennybroke en La hija del soltero de H. V. Esmond (Teatro de Stavanger, 1924)[6]
- Ane en Geografía y amor de Bjørnstjerne Bjørnson (Den Nationale Scene, 1926)